# Akebono-Gletscher
Der Akebono-Gletscher (japanisch あけぼの氷河 Akebono-hyōga, deutsch ‚Gletscher der Morgendämmerung‘) ist ein Gletscher an der Kronprinz-Olav-Küste des ostantarktischen Königin-Maud-Lands. Er mündet zwischen Kap Hinode und dem Akebono Point in die Kooperationssee.
Kartografiert und fotografiert wurde er von Teilnehmern der von 1957 bis 1962 dauernden japanischen Antarktisexpedition, die ihn auch benannten.